# Walter Rosenwald
Walter Rosenwald (* 21. Dezember 1924 in Bayreuth, Deutschland; † 22. März 2012) war ein deutscher Ministerialbeamter, der vor allem durch seine Arbeiten zur Militärgeschichte und Ordenskunde bekannt wurde.

## Leben und Wirken
Walter Rosenwald war als Jugendwohlfahrtspfleger und Stadtjugendpfleger in Kulmbach und in Kassel tätig. 1967 wurde er Sozialoberinspektor im damaligen Hessischen Ministerium für Arbeit, Volkswohlfahrt und Gesundheitswesen. Später war er als Amtsrat Jugendpfleger in Wiesbaden und Ministerialrat im Hessischen Sozialministerium.
Walter Rosenwald war Oberstleutnant der Reserve der Bundeswehr. Er beschäftigte sich ausführlich mit Untersuchungen zur Militärgeschichte und zur Ordenskunde.
Er war Mitglied des Redaktionsbeirates des Magazins Orden und Ehrenzeichen der Deutschen Gesellschaft für Ordenskunde und Ehrenmitglied des Institut für Medienpädagogik und Kommunikation Hessen.

## Auszeichnungen
- 1975: Bundesverdienstkreuz am Bande[4]
- 1990: Bundesverdienstkreuz 1. Klasse[5]
- 1999: Hessischer Verdienstorden[12]
- 2007: Goldene Verdienstmedaille der Deutschen Gesellschaft für Ordenskunde[13]

## Schriften

### Jugendarbeit
- (Bearb.): Jugendpflege in Hessen. Ideen, Anregungen, Experimente. Landesarbeitsgemeinschaft Hessischer Jugendpfleger, Wiesbaden 1965, DNB 452260884.
- mit Paul Hirschauer: Der nebenamtliche Mitarbeiter in der behördlichen Jugendpflege. Hessischer Minister für Arbeit, Volkswohlfahrt und Gesundheitswesen, Wiesbaden 1965, DNB 363849912.
- Politische Jugendbildung in Hessen. Versuche im Rahmen kommunaler Jugendpflege  (= Schriftenreihe Jugendpflege, Jugendbildung. Heft 10). Hessischer Sozialminister, Wiesbaden 1971, DNB 740886347.
- (Mitarb.): Jugendinitiativen und Jugendclubs in Hessen  (= Schriftenreihe Jugendpflege, Jugendbildung. Heft 12). Hessischer Sozialminister, Wiesbaden 1976, DNB 770598315.
- mit Reinhold Heigel (Bearb.): Sechs Jahre kommunale Jugendbildungswerke in Hessen. 1975 bis 1980. Hessischer Sozialminister, Wiesbaden 1981, DNB 820176931.
- mit Bernd Theis: Enttäuschung und Zuversicht. Zur Geschichte der Jugendarbeit in Hessen 1945–1950. Deutsches Jugendinstitut, München 1984, ISBN 978-3-87966-237-1.

Artikel
- Ein Jugendbildungswerk als Modelleinrichtung in der behördlichen Jugendpflege. In: Recht der Jugend. 1958.
- Häuser der offenen Tür. In: Zentralblatt für Jugendrecht und Jugendwohlfahrt. Heft 4, 1959, S. 187–193.
- Zur Ausbildung von Jugendpflegern an höheren Fachschulen für Sozialarbeit. In: Zentralblatt für Jugendrecht und Jugendwohlfahrt. Heft 6, 1966, S. 153–157.
- Das „Haus der offenen Tür“ in der Krise. In: Recht der Jugend und des Bildungswesens. Heft 8, 1969, S. 238–240.
- Probleme und Schwerpunkte der Häuser der offenen Tür in Hessen. In: Konfrontation von Jugend und Gesellschaft aus der Sicht des Hauses der offenen Tür. Hessischer Sozialminister, Wiesbaden 1970, DNB 457268972, S. 6–20.

### Militärgeschichte und Ordenskunde
- Die Herzoglich-Nassauische Brigade im Feldzug 1866. Unter Berücksichtigung von Feldtruppen aus Kurhessen, Hessen-Darmstadt, Baden, Württemberg und Österreich (= Guntram Müller-Schellenberg, Peter Wacker (Hrsg.): Das herzoglich-nassauische Militär 1806–1866. Band 3). Schellenberg, Taunusstein 1983, ISBN 978-3-922027-98-0.
- Generalmajor Hans Hüttner 1885–1956. Biographie eines fränkisch-bayerischen Soldaten. Hoermann, Hof (Saale) 1991, ISBN 978-3-88267-038-7.
- (Hrsg.): Das 21. (Bayerische) Infanterie-Regiment. Vom 1.1.1921–30.9.1934. Preußischer Militär-Verlag, Reutlingen 1991, ISBN 978-3-927292-04-8.

Artikel
Walter Rosenwald veröffentlichte über 40 Artikel zur Militärgeschichte und Ordenskunde in den Publikationen Orden und Ehrenzeichen und BDOS-Jahrbuch der Deutschen Gesellschaft für Ordenskunde und weitere Artikel in den Nassauischen Annalen und in der Zeitschrift für Heereskunde.
- Die Herzoglich Nassauische Artillerie und das Gefecht bei Eckernförde. In: Nassauische Annalen. 93, 1982, S. 133–151.
- Die Schlacht bei Zorn – eine militärische Episode. In: Nassauische Annalen. 94, 1983, S. 203–219.
- Prinz Alexander von Hessen als militärischer Führer im Österreichisch-Preußischen Krieg von 1866. In: Archiv für Hessische Geschichte und Altertumskunde. NF 42, 1984, S. 201–227.
- Kurhessische Offiziere. Kurfürst Friedrich Wilhelm I., seine Söhne und Offiziere seiner Umgebung. In: Zeitschrift für Heereskunde. 1984, Heft 311, S. 7–11 und Heft 312, S. 56–59.
- Die herzoglich nassauische Tapferkeitsmedaille. In: Nassauische Annalen. 96, 1985, S. 169–196.
- Feldzugsbriefe eines nassauischen Soldaten von 1848 aus Schleswig-Holstein und Baden. In: Nassauische Annalen. 97, 1986, S. 83–112.
- Die Nassauer in der Schlacht bei Waterloo. In: Zeitschrift für Heereskunde. Heft 344/345, 1989.
- Herzog Adolph von Nassau – seine Armee und seine Generale. In: Nassauische Annalen. 107, 1996, S. 171–197.
- Die geheime Mission des herzoglich nassauischen Flügeladjutanten Graf Joseph von Boos-Waldeck im 1. Karlistenkrieg in Spanien 1835/36. In: Nassauische Annalen. 108, 1997, S. 199–221.
- Anmerkungen zum Kampf der Baltischen Landeswehr von 1918 bis 1920. In: Zeitschrift für Heereskunde. Heft 393, 1999, S. 99–105.
- Gerhard Roßbach: Sein Freikorps, die Schilljugend/Bund Ekkehard und deren Ehrenzeichen und Abzeichen. In: Orden und Ehrenzeichen. Heft 9, 2000, S. 14–23.
- Die „Eiserne Division“ in Kurland. Ihr Anfang und ihr Ende, ihr Kommandeur, ihre Erinnerungszeichen. In: Orden und Ehrenzeichen. Heft 19, 2002, S. 2–14.
- Die Tschechoslowakische Legion während des Ersten Weltkrieges in Russland/Sibirien. Aufbau, Kämpfe, Ehrenzeichen/Abzeichen. In: BDOS-Jahrbuch. 2002. S. 2–15.
- Das Freikorps Diebitsch. Geschichte, Ehrenzeichen, Abzeichen. In: Orden und Ehrenzeichen. Heft 24, 2003, S. 26–36.
- Anmerkungen zu Ehrenzeichen und Erinnerungszeichen für Mitglieder der Internationalen Brigaden im Spanischen Bürgerkrieg 1936–1939, insbesondere zu denen der ehemaligen DDR. In: BDOS-Jahrbuch. 2003, S. 2–23.
- Die Geschichte und die Erinnerungskreuze des Sibirkosaken-Reiter-Regiments 2 und des Donkosaken-Reiter-Regiments 5 im XV. Kosaken-Kavallerie-Korps der Deutschen Wehrmacht. In: BDOS-Jahrbuch. 2004, S. 39–50.
- mit Karlheinz Rühl: Über Ehrenzeichen italienischer Ostfrontkämpfer und den Untergang ihrer Armee – insbesondere des Elitekorps der Alpini – vom Dezember 1942 bis März 1943 in der Schlacht am Don. In: Orden und Ehrenzeichen. Heft 35, 2005, S. 10–23.
- Auszeichnungen Finnlands im so genannten Winterkrieg 1939/40. In: BDOS-Jahrbuch. 2005, S. 2–18.
- Ivan Nikitic Kononov – Kommandeur des „Donkosaken-Reiter-Regiments 5“. In: Zeitschrift für Heereskunde. Heft 415, 2005 (Abstract).
- Orden, Ehren- und Erinnerungszeichen der UdSSR und der Mongolischen Volksrepublik anlässlich der Grenzschlachten mit Japan 1938 und 1939. In: BDOS-Jahrbuch. 2007, S. 49–62.
- mit Karlheinz Rühl: Die Ehren- und Erinnerungszeichen der Abessinienkriege 1935/36 und 1941. In: Orden und Ehrenzeichen. Heft 60, 2009, S. 73–82.
- (postum) mit ergänzenden Ausführungen von K. P. Christian Spath: Anmerkungen und Gedanken zur Entwicklung und zum Inhalt unserer Zeitschriften. In: Orden und Ehrenzeichen. Heft 100, 2015, S. 302–311.